# Hessen Darmstädter Zeitung und Hessische Blätter
Die Hessen Darmstädter Zeitung und Hessische Blätter war eine von 1887 bis 1917 erschienene deutschsprachige Wochenzeitung in den Vereinigten Staaten, die sich an Einwanderer in die Vereinigten Staaten aus Hessen richtete.

## Geschichte
Nach dem Erfolg von Der Pfälzer in Amerika begannen deutschsprachige Zeitungen, die sich an Einwanderer in die Vereinigten Staaten richteten, zu florieren. J. E. Müller gab in Cleveland die Hessischen Blätter heraus, die wöchentlich erschien. Wie sein Konkurrenzblatt waren auch die Hessischen Blätter eine Zeitung, die sowohl Neuigkeiten aus der alten Welt als auch Neuigkeiten, die für die Einwanderer interessant waren, verband. Hinzu kam ein großer Anzeigen- und Kleinanzeigenteil sowie die Todesnachrichten aus neuer und alter Heimat. Mit dem Beginn des Jahres 1890 übernahmen die Voelcker Brothers um Conrad Voelcker und seinen Bruder Gustav Voelcker das Konkurrenzblatt.
1889 entstand die Hessen Darmstädter Zeitung von C. Rubens als direkte Konkurrenz mit einer Auflage von 5200 Zeitungen. Es gelang den Voelcker Brothers jedoch 1896 auch dieses Blatt zu übernehmen. Die beiden Blätter fusionierten zur Hessen Darmstädter Zeitung und Hessische Blätter mit dem Untertitel Einziges Organ der Hessen in Amerika.
Probleme bekam die Zeitung mit Beginn des Ersten Weltkriegs, insbesondere nach dem Kriegseintritt der Vereinigten Staaten 1917. Das Blatt sammelte in jener Zeit für die Rheinpfalz Spendengelder, die an ein Pfälzer Hilfsfont-Komitee gingen. Zwischen dem 21. Dezember 1914 und dem 1. November 1916 kamen so mehr als 30.000 Reichsmark zusammen. In dieser Zeit schrumpfte der Anteil von Nachrichten aus dem ehemaligen Heimatland wegen der Zensur und Beschlagnahme von Zeitungsquellen und Korrespondenzen. Mit dem Kriegseintritt der USA sah sich das Blatt in einem Zwiespalt mit der prodeutschen Einstellung und dem amerikanischen Patriotismus. So verzichtete man überwiegend auf Kriegsnachrichten, stellte sich jedoch auch gegen die Hatz auf deutsche Spione in Amerika.
Ab Oktober 1917 durfte die Zeitung nur noch unter strengen Zensurauflagen erscheinen. Sämtliche Artikel mussten in englischer Sprache übersetzt zur Genehmigung vorgelegt werden, außerdem wurde es verboten, Neuigkeiten über den Krieg und die Konfliktparteien zu verbreiten. Hinzu kam ein Anzeigenrückgang. Am 29. Dezember 1917 erschien die letzte Ausgabe.

## Archiv und Auswertung
Das einzige bekannte Archiv der Zeitung befindet sich im Besitz des Instituts für pfälzische Geschichte und Volkskunde und wurde 1971 von Voelckers Nachfahren der Heimatstelle Pfalz, dem Vorgänger des Instituts, als Stiftung überlassen.